# Heide Pfarr
Heide Maria Anna Pfarr (* 12. Oktober 1944 in Godendorf) ist eine deutsche Rechtswissenschaftlerin und Politikerin (SPD).

## Leben und Beruf
Heide Pfarr wuchs in Berlin auf. Sie studierte nach dem Abitur an der Leibniz-Schule (Berlin) von (1963) bis 1968 an der FU Berlin Rechtswissenschaften. Heide Pfarr promovierte 1971 mit der Arbeit „Auslegungstheorie und Auslegungspraxis im Zivil- und Arbeitsrecht der DDR“. Nach dem Referendariat legte sie 1973 auch das zweite juristische Staatsexamen in Berlin ab. Sie wurde 1974 Assistenzprofessorin an der FU und wurde 1976 Professorin an der Fachhochschule für Wirtschaft Berlin. Sie erhielt 1977 einen Ruf an die Universität Hamburg, wo sie Bürgerliches Recht und Arbeitsrecht lehrte. Von 1984 bis 1986 war sie Vizepräsidentin der Universität Hamburg. Der Schwerpunkt ihrer Forschungen und vielfältigen Veröffentlichungen ist die Gleichstellung von Frauen im Erwerbsleben.
Von 1995 bis 2011 war Heide Pfarr Direktorin des Wirtschafts- und Sozialwissenschaftlichen Instituts und Mitglied der Geschäftsführung der Hans-Böckler-Stiftung. Schwerpunkt ihrer Forschungsarbeit dort war empirisch und interdisziplinär gestütztes Arbeitsrecht. 
Pfarr ist langjähriges Mitglied des Deutschen Juristinnenbundes (djb) und seit 2023 Ehrenmitglied. 
Sie war verheiratet mit dem ehemaligen Richter des Bundesverfassungsgerichts und Präsidenten des Bundesarbeitsgerichts Thomas Dieterich († 6. Mai 2016).

## Politik
Seit 1971 ist Heide Pfarr Mitglied der SPD. 1972 war sie als wissenschaftliche Hilfskraft an der Vorbereitung der Materialien für den Abschnitt zum Arbeitsrecht im Bericht zur Lage der Nation beteiligt. 1980 erstellte sie gemeinsam mit Klaus Bertelsmann für die damalige sozialliberale Bundesregierung eine Studie zum Thema „Lohngleichheit - Zur Rechtsprechung bei geschlechtsspezifischer Entgeltdiskriminierung“. 
1983 gehörte sie als Kandidatin für das Ressort für Justiz und Inneres dem Schattenkabinett Björn Engholms in Schleswig-Holstein an. Sie war bei der niedersächsischen Landtagswahl von 1986 im Schattenkabinett von Gerhard Schröder als Wissenschaftsministerin vorgesehen. Im Jahr 1989 berief sie der neugewählte Regierende Bürgermeister von Berlin Walter Momper als Senatorin für Bundesangelegenheiten in den rot-grünen Senat von Berlin. Nach dem Rücktritt ihrer Senatskollegin Sybille Volkholz am 19. November 1990 übernahm sie zusätzlich kommissarisch das Ressort für Schulwesen, Berufsbildung und Sport, schied jedoch bereits wenige Wochen später mit der Neuwahl am 2. Dezember 1990 und der anschließenden Bildung einer schwarz-roten Landesregierung aus beiden Ämtern aus.
Im April 1991 wurde sie als hessische Staatsministerin für Frauen, Arbeit und Sozialordnung Mitglied der Hessischen Landesregierung unter Ministerpräsident Hans Eichel. Im Mai 1993 trat sie von diesem Amt zurück, nachdem öffentlich bekannt geworden war, dass sie sich Renovierungskosten für ihre Privatwohnung aus der Landeskasse hatte ersetzen lassen. Die abschließenden Ermittlungen der Staatsanwaltschaft ergaben jedoch, dass ihr kein persönlicher oder rechtlich sanktionierbarer Vorwurf zu machen war.

## Würdigungen
- 2024 erhielt Heide Pfarr den Berliner Frauenpreis.[6]

## Weitere Tätigkeiten
2023 wurde Pfarr nach den gescheiterten Tarifverhandlungen zwischen der Deutschen Bahn AG und der Eisenbahn- und Verkehrsgewerkschaft (EVG) seitens der EVG als Schlichterin berufen. Die Deutsche Bahn wiederum berief den ehemaligen Bundesminister Thomas de Maizière als Schlichter zur Vertretung ihrer Interessen in das Schlichtungsverfahren.

## Veröffentlichungen (Auswahl)
- Auslegungstheorie und Auslegungspraxis im Zivil- und Arbeitsrecht der DDR, Verlag Duncker & Humblot, Berlin 1972, ISBN 978-3-428-02765-1 (Inhaltsverzeichnis bei DNB.de, Online-Ausgabe des Werkes beim Verlag)
- Möglichkeiten der Beschleunigung des arbeitsgerichtlichen Verfahrens. Heide M. Pfarr gemeinsam mit Ulrich Haug und Gerhard Struck, Verlag Duncker & Humblot, Berlin 2020, ISBN 978-3-428-45897-4.